# CD Santiago Morning
Club de Deportes Santiago Morning ist ein chilenischer Fußballverein aus Santiago de Chile. Der Verein spielt derzeit in der Primera División B und trägt seine Heimspiele im Estadio Municipal de La Pintana aus, das Platz für 6000 Zuschauer bietet.

## Geschichte
Der Verein Club de Deportes Santiago Morning wurde im Jahre 1903 in Santiago de Chile gegründet. Die Gründungsmitglieder waren vornehmlich Studenten der Universität von Santiago, die ihren Verein zunächst Santiago FC nannten. Diesen Namen behielt der Klub bis ins Jahr 1936, als man den noch heute gültigen Vereinsnamen CD Santiago Morning annahm. Die Umbenennung war begründet durch eine Fusion des Santiago FC mit einem anderen Hauptstadtverein namens Morning Star.
Noch unter dem alten Namen Santiago FC war das heutige Santiago Morning im Jahr 1933 Gründungsmitglied der chilenischen Primera División. Allgemein zählte der Verein, der als Hauptrivalen CD Magallanes nennt, zu den erfolgreichsten Mannschaften der ersten Stunde des chilenischen Fußballoberhauses. Allerdings konnte Santiago Morning nur einmal die Meisterschaft von Chile gewinnen. In der Saison 1942 belegte man den ersten Platz mit einem Punkt vor Magallanes. Zwei weitere Male wurde Santiago Morning chilenischer Vizemeister, in den Jahren 1939 und 1941 wurde jeweils der zweite Tabellenplatz erreicht.
Doch die erfolgreiche Zeit zu Beginn des Profifußballs in Chile währte nicht lang für Santiago Morning. Nach einigen Jahren im Mittelfeld im Anschluss an den Titelgewinn 1942 musste in den frühen Fünfzigerjahren der erstmalige Abstieg in die Primera B hingenommen werden. Seitdem hat sich Santiago Morning aus den oberen Gefilden der Primera División verabschiedet und konnte keine nennenswerten Erfolge mehr verbuchen. Einzig erwähnenswert ist noch der Einzug ins Endspiel um die Copa Chile, den chilenischen Pokalwettbewerb im Fußball, in der Spielzeit 2000, man unterlag jedoch CF Universidad de Chile in der Verlängerung mit 1:2. Auf Ligaebene war Santiago Morning in den letzten Jahren lange in der Primera División, wo sich der Verein zuletzt im unteren Tabellenbereich wiederfand. In der Saison 2011 musste man allerdings den Abstieg in die Primera B hinnehmen, nachdem in der Gesamttabelle nur der vorletzte Platz belegt wurde.

## Erfolge
- Chilenische Meisterschaft:

Meister: 1× (1942)
Vizemeister: 2× (1939, 1941)
- Zweitligameisterschaft: 3× (1959, 1974, 2005)

- Drittligameisterschaft: 2× (1984, 1996)

- Finale Copa Chile: 1× (2000)

- Campeonato de Apertura: 4× (1943, 1944, 1949, 1950)

- Campeonato de Clausura: 1× (1944)

## Bekannte Spieler

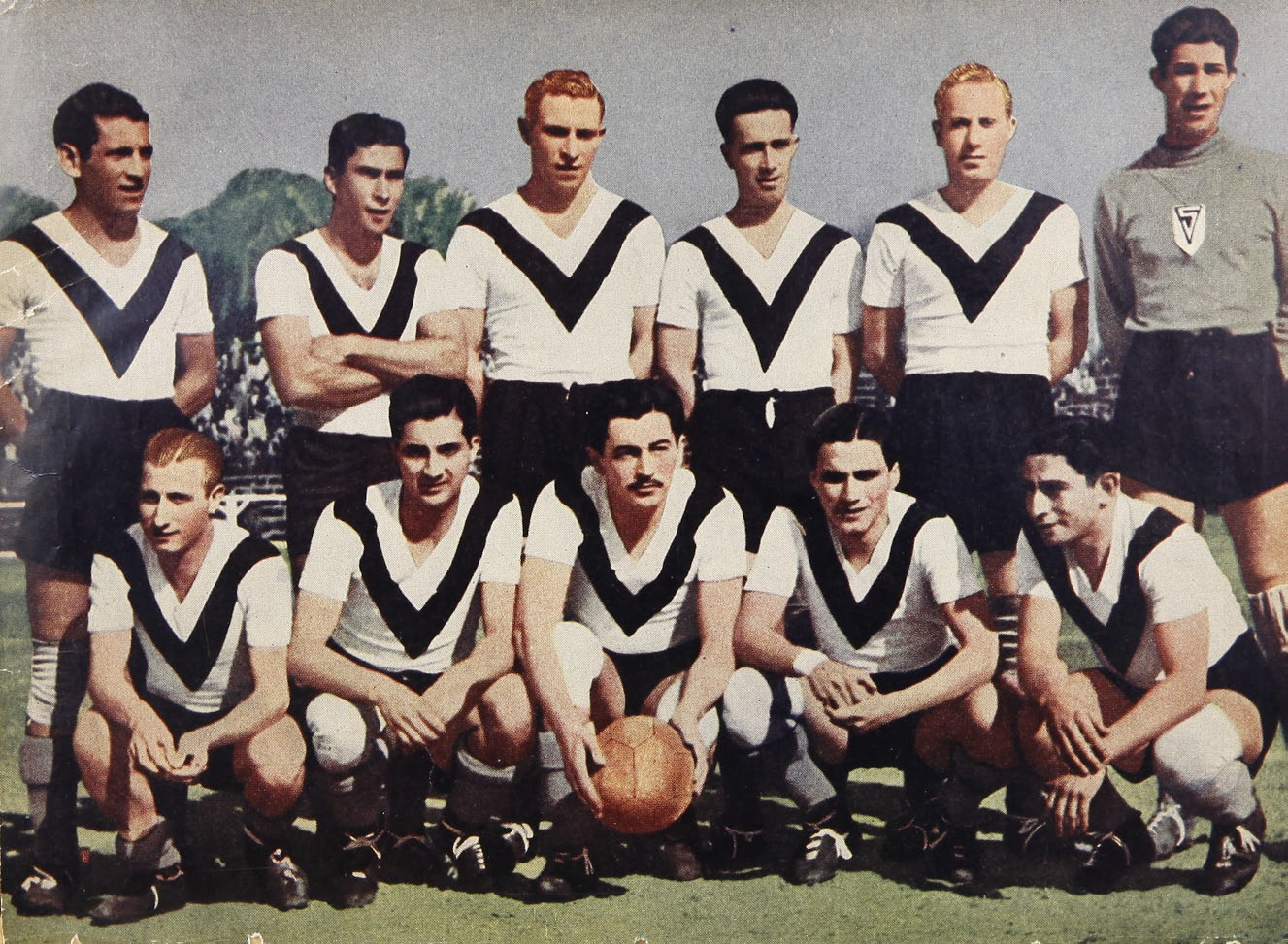
Eine Mannschaft von Santiago Morning im Jahr 1942 vor dem Spiel gegen Audax Italiano

- Humberto Carlos Cruz Silva, begann seine Karriere im Verein, später lange Zeit bei Colo-Colo und Ñublense, nahm mit Chile an den Weltmeisterschaften 1962 und 1966 teil
- Luis Cubilla, uruguayischer dreifacher WM-Teilnehmer, lange Zeit bei Peñarol und Nacional Montevideo sowie Barcelona, 1975 bei Santiago Morning
- Gabriel Héctor Fernández, in Europa beim SC Bastia und der TuS Koblenz, in Amerika vornehmlich in Kolumbien, 1998 bei Santiago Morning aktiv
- Enrique Hormazábal, erfolgreicher chilenischer Stürmer der Fünfzigerjahre und langjähriger Aktiver von Colo-Colo, 1948 bis 1955 Karrierebeginn bei Morning
- Esteban Paredes, chilenischer Nationalspieler und lange Zeit bei Colo-Colo unter Vertrag, von 2000 bis 2009 mit Unterbrechungen bei Santiago Morning
- Donaldo Ross, uruguayischer Fußballer der Dreißiger, 1935 bei Santiago Morning, weiterhin spielte er in Montevideo und Porto Alegre

## Trainer
- Ferenc Plattkó, ungarischer Trainerweltenbummler, coachte zum Beispiel den FC Barcelona, Venus Bukarest und Colo-Colo, 1949 bis 1950 Trainer von Santiago Morning.
- Luis Álamos (1976–1977)
- Juan Antonio Pizzi (2009–2010)